# Nassaria
Nassaria is een geslacht van weekdieren uit de klasse van de Gastropoda (slakken).

## Soorten
- Nassaria acuminata (Reeve, 1844)
- Nassaria acutispirata (Sowerby III, 1913)
- Nassaria amboynensis Watson, 1881
- Nassaria bitubercularis (A. Adams, 1855)
- Nassaria bombax Cernohorsky, 1981
- Nassaria callomoni Poppe, Tagaro & Fraussen, 2008
- Nassaria corollaria Fraussen, 2006
- Nassaria coromandelica E. A. Smith, 1894
- Nassaria europaea Lozouet, 2015 †
- Nassaria exquisita Fraussen & Poppe, 2007
- Nassaria fibula Fraussen & Stahlschmidt, 2008
- Nassaria gracilis G. B. Sowerby III, 1902
- Nassaria gyroscopoides Fraussen & Poppe, 2007
- Nassaria incerta (L. C. King, 1933) †
- Nassaria incisa Fraussen, 2006
- Nassaria intacta Fraussen, 2006
- Nassaria laevior E. A. Smith, 1899
- Nassaria magnifica Lischke, 1871
- Nassaria miriamae (Dell, 1967)
- Nassaria moosai Fraussen, 2006
- Nassaria nassoides (Griffith & Pidgeon, 1834)
- Nassaria nebulonis Fraussen, Dharma & Stahlschmidt, 2009
- Nassaria okinavia (Mac Neil, 1960)
- Nassaria perlata Poppe & Fraussen, 2004
- Nassaria problematica (Iredale, 1936)
- Nassaria pusilla (Röding, 1798)
- Nassaria recurva G. B. Sowerby II, 1859
- Nassaria rickardi (Ladd, 1977)
- Nassaria sinensis G. B. Sowerby II, 1859
- Nassaria solida Kuroda & Habe in Habe, 1961
- Nassaria spinigera (Hayashi & Habe, 1965)
- Nassaria tarta Fraussen, 2006
- Nassaria teres Martens, 1902
- Nassaria termesoides Fraussen, 2006
- Nassaria thalassomeli Fraussen & Poppe, 2007
- Nassaria thesaura Fraussen & Poppe, 2007
- Nassaria turbinata (Kuroda, 1961)
- Nassaria varicosa S.-Q. Zhang & S.-P. Zhang, 2014
- Nassaria vermeiji Fraussen & Stahlschmidt, 2015
- Nassaria visayensis Fraussen & Poppe, 2007
- Nassaria wallacei Fraussen, 2006
- Nassaria wanneri (Tesch in Wanner, 1915)